# Dieter Henrich (Jurist)
Dieter Henrich (* 1. Dezember 1930 in Düsseldorf) ist ein deutscher Rechtswissenschaftler. Er war von 1973 bis 1981 das akademische Oberhaupt der Universität Regensburg, von 1973 bis 1975 als Rektor, von 1975 bis 1981 als deren Präsident.

## Leben
Dieter Henrich studierte von 1949 bis 1953 Rechtswissenschaft an der Universität München. 1956 wurde er bei Murad Ferid mit einer Arbeit über die Vorfrage im internationalen Privatrecht zum Dr. jur. promoviert. Im Anschluss war er als wissenschaftlicher Assistent in München sowie als wissenschaftlicher Referent am Max-Planck-Institut für ausländisches und internationales Privatrecht in Hamburg tätig. 1962 habilitierte er sich in München ebenfalls bei Murad Ferid für die Fächer Bürgerliches Recht, Internationales Privatrecht und Rechtsvergleichung.
1963 erhielt Henrich einen Ruf als ordentlicher Professor an die Universität Marburg. Von 1967 bis zu seiner Emeritierung 1999 hatte er den Lehrstuhl für Bürgerliches Recht, Internationales Privatrecht und Rechtsvergleichung an der Universität Regensburg inne. Von 1973 bis 1975 war er deren Rektor, von 1975 bis 1981 ihr Präsident, danach bis 1984 ihr Vizepräsident.
Henrich ist Präsident des Deutschen Rates für Internationales Privatrecht.
Seit 1949 ist er Mitglied der KDStV Tuiskonia München im CV.

## Wirken
Durch zahlreiche wissenschaftliche Arbeiten hat Henrich in ganz besonderem Maße zur Weiterentwicklung des Familienrechts und des internationalen Privatrechts beigetragen. Er ist Autor beziehungsweise Herausgeber zahlreicher Standardwerke und Herausgeber zweier anerkannter Fachzeitschriften.
Professor Henrichs Forschungsschwerpunkte liegen auf dem Gebiet des vergleichenden und internationalen Privat-, Handels- und Verfahrensrechts sowie der Schiedsgerichtsbarkeit. Überdies ist er Mitherausgeber der Zeitschrift für das gesamte Familienrecht (FamRZ) sowie der Zeitschrift Praxis des Internationalen Privat- und Verfahrensrechts (IPrax).
1978 erhielt Henrich den Bayerischen Verdienstorden. 1981 verlieh ihm die Stadt Regensburg die Albertus-Magnus-Medaille, 1995 die Universität Triest die Ehrendoktorwürde (dott. h. c.); 1997 wurde Henrich Ehrensenator der Universität Ljubljana. 2003 erhielt er das Große Verdienstkreuz des Verdienstordens der Bundesrepublik Deutschland.

## Schriften (Auswahl)
- Die Vorfrage im internationalen Privatrecht, 1956 (Dissertation)
- Vorvertrag, Optionsvertrag, Vorrechtsvertrag, Berlin/New York 1965 (Habilitationsschrift)
- Bergmann/Ferid, Internationales Ehe- und Kindschaftsrecht, Loseblattsammlung (Herausgabe und Mitarbeit), Frankfurt a. M. 1983, ISBN 3-8019-1000-8
- Einführung in das englische Privatrecht, Darmstadt 1993, ISBN 3-534-12084-1
- Internationales Familienrecht, Frankfurt a. M. 2000, ISBN 3-8019-5679-2
- Familienrecht, Berlin/New York 2001, ISBN 3-11-014621-5
- Kommentierung des internationalen Kindschaftsrechts in: Staudinger, Kommentar zum BGB, Berlin/New York 2002, ISBN 3-8059-0964-0
- Eherecht – Scheidung, Trennung, Folgen; gemeinsam mit H. Johannsen, München 2003, ISBN 3-406-50995-9
- Internationales Scheidungsrecht, Bielefeld 2005, ISBN 3-7694-0974-4